# Мухаметшакиров, Искандер Равилевич
Исканде́р Рави́льевич Мухаметшаки́ров (род. 13 марта 1978 года, Казань, Татарская АССР, РСФСР, СССР) — российский хоккеист, выступавший в высших дивизионах чемпионатов Белоруссии и Казахстана.

## Биография
Воспитанник хоккейной школы казанского «Ак Барса», во втором составе которого дебютировал в 1994 году в Открытом чемпионате России. В дальнейшем до завершения карьеры в 2012 году играл более чем в 10 клубах первой и высшей российских лиг: самарском ЦСК ВВС-2 (1996—1998), нефтекамском «Торосе» (1997/1998), новочебоксарском «Соколе» (1998/1999 и 2009/2010), кирово-чепецкой «Олимпии» (1999—2002 и 2004—2006), ижевской «Ижстали» (2001/2002), волжской «Ариаде» (2004/2005 и, под названием «Ариада-Акпарс», 2006/2007), пензенском «Дизеле» (2005/2006), клубе «Белгород» (2006/2007), прокопьевском «Шахтёре» (2009/2010), клубе «Брянск» и саранской «Мордовии» (2010/2011) и глазовском «Прогрессе».
Исключением стали два сезона, в которых Искандер Мухаметшакиров играл в белорусском чемпионате в составе клуба «Витебск» (2002/2003) и в составе новополоцкого «Химика-СКА» (2003/2004), а также сезон 2007/2008, когда он представлял павлодарский «Иртыш» в чемпионате Казахстана.